# Castillo de Christinehof
El Castillo de Christinehof (en sueco: Christinehofs slott) es una mansión en el municipio de Tomelilla, Escania, Suecia.

## Historia
La primera propiedad mencionada en el lugar estaba situada en el siglo XIV, llamada Sjöstrup, según la tradición propiedad de un noble alemán llamado Snakenborg. En 1387, las fincas de Kolstrup y Sjöstrup fueron unificadas en la finca Andrarum, que fue comprada en 1725 por Christina Piper (1673-1752), viuda de Carl Piper (1647-1716), jefe de la cancillería de campo a las órdenes del rey Carlos XII. El actual castillo fue construido entre 1737-40 por Christina Piper y nombrado Christinehof en su honor. Fue construido en estilo barroco alemán.